# Robert Alda
Robert Alda (nascut Alfonso Giuseppe Giovanni Roberto D'Abruzzo; Nova York, 26 de febrer de 1914 - 3 de maig de 1986) va ser un actor de teatre i cinema italoamericà, cantant i ballarí. Va ser el pare dels actors Alan i Antony Alda. Alda va aparèixer en diverses produccions de Broadway i després es va traslladar a Itàlia a principis dels anys seixanta. Va aparèixer en moltes pel·lícules europees durant les dues dècades següents, tornant ocasionalment als Estats Units per a aparicions al cinema com The Girl Who Knew Too Much (1969).

## Carrera
Va començar la seva carrera com a cantant i ballarí al vodevil després de guanyar un concurs de talents i va passar al burlesque.
El 1949, com a part del programa de ràdio de Jack Carson, Alda va fer una gira amb Jack Carson i Marion Hutton.
Alda és coneguda per interpretar George Gershwin a la pel·lícula biogràfica Rhapsody in Blue (1945), així com l'agent de talent al clàssic de Douglas Sirk Imitació de la vida (1959). A Broadway, va originar el paper de Sky Masterson a Guys and Dolls (1950), pel qual va guanyar un premi Tony, i va protagonitzar What Makes Sammy Run? (1964). També va ser el presentador de la versió de DuMont TV del programa What's Your Bid? (maig-juny de 1953).
A mitjans de la dècada de 1950, Alda va interpretar l'agent d'espionatge coronel Bill Morgan a la sèrie de televisió sindicada Secret Files USA, els episodis de la qual es basaven en històries dels serveis d'intel·ligència nord-americans. Va ser presentador del programa de jocs de televisió Can Do el 1956.
Alda va fer dues aparicions com a convidat amb el seu fill Alan a M*A*S*H, als episodis "The Consultant" (gener de 1975) i "Lend a Hand" (febrer de 1980). L'últim episodi també va comptar amb Antony Alda, el seu fill petit per la seva segona dona.
Alda va aparèixer en un episodi de The Feather and Father Gang el 1977.

## Vida personal
La primera dona d'Alda i mare de l'actor Alan Alda, Joan Browne, va ser mestressa de casa i antiga guanyadora del concurs de bellesa. Es van divorciar el 1946. Alda es va casar amb la seva segona esposa i mare d'Antony, Flora Marino, una actriu italiana.

## Mort
Alda va morir el 3 de maig de 1986, als 72 anys, després d'una llarga malaltia arran d'un ictus. Està enterrat al Garden of Ascension lot 9101 Forest Lawn Cemetery, Glendale, Califòrnia.

## Crèdits teatrals
- Guys and Dolls (1950–1953)
- Harbor Lights (1956)
- Roger the Sixth (1957)
- Can-Can (1963)
- What Makes Sammy Run? (1964–1965)
- Riverwind (1966)
- My Daughter Your Son (1969)
- The Front Page (1969–1970)
- Follies (1973)
- The Sunshine Boys (1974-1975)

## Filmografia seleccionada

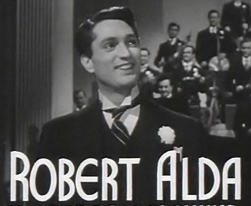
Alda al tràiler de Rhapsody in Blue el 1945

- Rhapsody in Blue (1945) com a George Gershwin
- Cinderella Jones (1946) com Tommy Coles
- Cloak and Dagger (1946) com Pinkie
- The Beast with Five Fingers (1946) com Bruce Conrad
- The Man I Love (1947) com a Nicky Toresca
- Nora Prentiss (1947) com a Phil Dinardo, propietari del cafè
- Bungalow 13 (1948)
- April Showers (1948) com Billy Shay
- Homicide (1949) com a Andy
- Hollywood Varieties (1950) com a mestre de cerimònies
- Tarzan and the Slave Girl (1950) com a Neil
- Mister Universe (1951) com Fingers Maroni
- Two Gals and a Guy (1951) com a Deke Oliver
- La dona més bonica del món (La donna più bella del mondo) (1955) com el mestre Doria
- Assignment Abroad (1955) com a major Bill Morgan
- Alfred Hitchcock Presents (1959) (Temporada 4, Episodi 14: "The Morning After") com Ben Nelson
- Imitació de la vida (1959) com Allen Loomis
- Episodi de The Millionaire "The Julia Conrad Story" (1959) com Gilbert Patterson, amb la seva coprotagonista Ellen Drew
- Un militare e mezzo (1960) com a Roy Harrison
- Cleopatra's Daughter (1960) com a Inuni: l'arquitecte del faraó
- Revenge of the Barbarians (1960) com Ataulf
- The Devil's Hand (1961) com a Rick Turner
- Force of Impulse (1961) com a Warren Reese
- Toto and Peppino Dividied in Berlín (1962) com a jutge
- Muskueteers of the Sea (1962) com a vicegovernador Gómez
- All Woman (1966) com a Wally
- The Girl Who Knew Too Much (1969) com Kenneth Allardice
- Night Flight form Moscow (1973) com a interrogador del polígraf
- M*A*S*H (1975–1980, sèrie de televisió) com el Dr Anthony Borelli
- Cagliostro (1975) com el papa Climent XIII
- The House of Exorcism (1975) com el pare Michael
- Natale a casa d'appuntamento (1976)
- I Will, I Will... for Now (1976) com el Dr Magnus
- Won Ton Ton, the Dog Who Saved Hollywood (1976) com a Richard Entwhistle
- Bittersweet Love (1976) com a Ben Peterson
- The Rip-Off (1978) com el capità Donati
- The Rockford Files (1978, sèrie de televisió) com Cy Margulies
- Every Girl Should Have One (1978) com Adam Becker
- Spiderman ataca de nou (1978) com el Sr. White
- Supertrain (1979, sèrie de televisió) com Dan Lewis
- Days of Our Lives (1981–82) com Stuart Whyland
- Amanda's (1983, sèrie de televisió) com Mr Gordon (aparició final)